# Teesdalia
Teesdalia es un género de plantas con flores perteneciente a la familia Brassicaceae.

## Especies
- Teesdalia coronopifolia Thell.
- Teesdalia nudicaulis (L.) R.Br. en W.T.Aiton
- Teesdalia verna Bubani